# Религия в Швеции

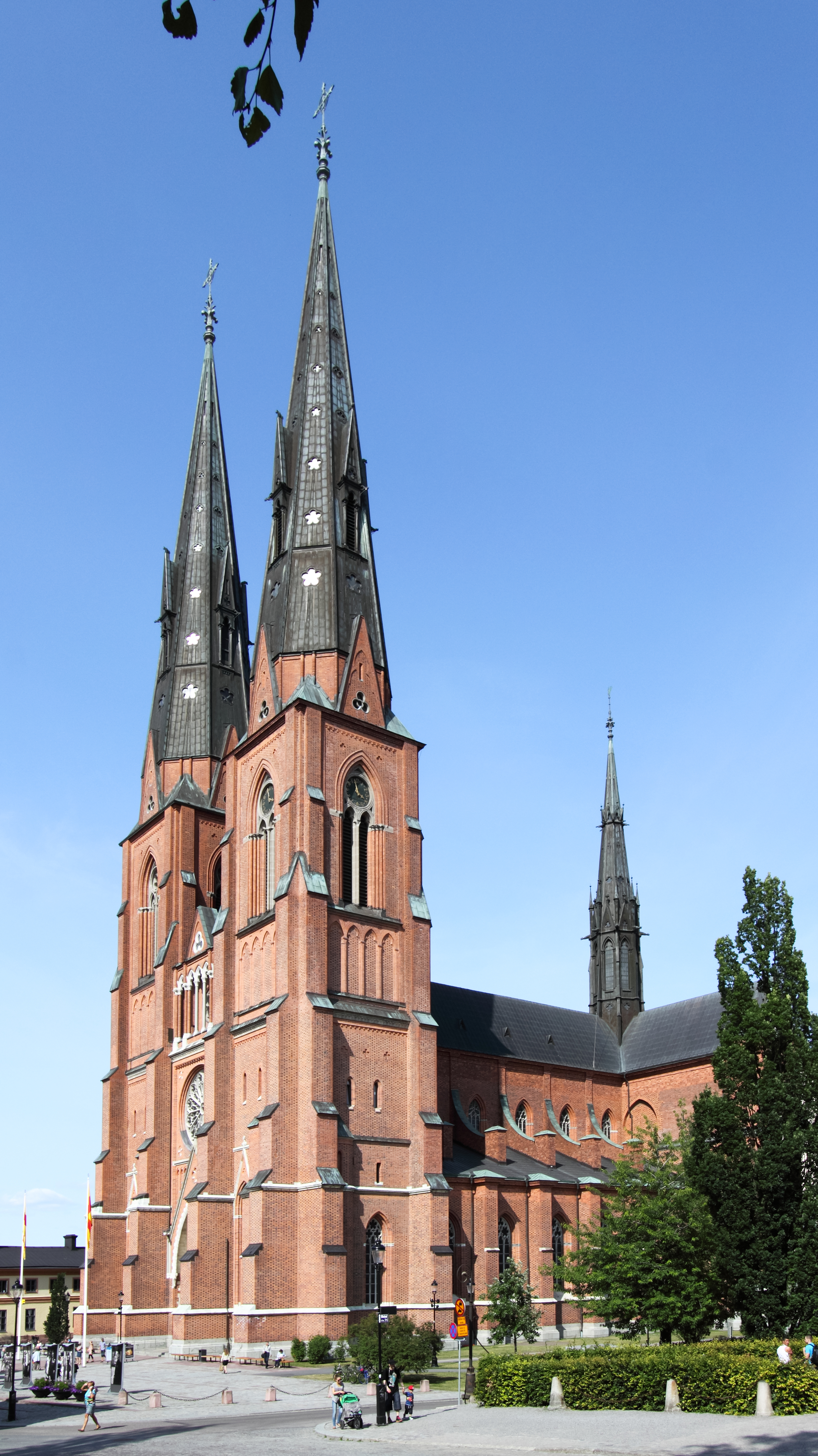
Кафедральный собор Уппсалы, главный собор Церкви Швеции

Религия в Швеции (швед. Religion i Sverige) — совокупность религиозных убеждений, свобода на исповедание которых закреплена для граждан Швеции в Конституции страны.

## История

### Язычество
До христианства народы Швеции поклонялись различным языческим богам, а самой распространенной религией на Скандинавском полуострове было германо-скандинавское язычество. Центром поклонения языческим богам был Храм Уппсалы на месте современного населённого пункта Старая Уппсала, где местное население, лидеры племён и жрецы осуществляли обряды скандинавского культа. Данный культ был скорее смесью мифологии и образа жизни, чем строго оформленной религией. Поэтому он и назывался на языке викингов «старой традицией» forn sidr в противоположность «новой традиции» христианства. Руководство культом осуществляли местные вожди и лидеры всех уровней: на хуторе — глава семейства, в деревне — староста или жрец, в столице — конунг (король).
Данные обряды, согласно летописям, включали в себя жертвоприношения, в том числе и людей (добровольцев). В начале XX века с уменьшением роли религии, с ростом интереса шведов к своим корням эти исторические свидетельства вызывали сильные дискуссии в обществе, ярким катализатором которых стала картина Midvinterblot (Зимнее жертвоприношение или Жертвоприношение середины зимы) известного шведского художника Карла Улофа Ларссона (швед. Carl Larsson; 28 мая 1853 — 22 января 1919). Написанная им в 1911—1915 годах специально для Национального музея Швеции картина изображает легенду о принесении в жертву короля Швеции Домальди (Domalde) с целью прекращения трёхлетнего неурожая и голода, ради своего народа. Легенда является частью серии саг об Инглингах — полу-легендарной династии правителей свеев V—VII веков н. э.
Эксперты Национального музея Швеции, где картина была наконец выставлена только в 1992 году (затем куплена у частного японского коллекционера в 1997 и с тех пор выставлена там, где и хотел художник), назвали эту картину самой дискутируемой художественной работой Швеции.
Христианство пришло на территорию Швеции в X веке благодаря просветительской деятельности святителя Ансгара, крестившего первых шведов в 859 году во время кратковременного визита в Швецию. В 831—845 Ансгард был епископом в Гамбурге, но был вынужден бежать от нашествия датских викингов. Затем он в 847 руководил епископством в Бремене и оттуда пытался распространять христианство в Скандинавии, посетив Швецию в 861 году.
В отличие от других стран Европы, у Швеции нет официальной даты (года) крещения, хотя такие даты есть у всех ныне существующих европейских стран (примеры: Крещение Армении — 301 год, Крещение Дании — 965, Крещение Польши — 966 год, Крещение Руси — 988 год, Крещение Исландии — 1000 год, Крещение Норвегии — примерно 1024 год, Крещение Литвы — 1387 год), Причина отсутствия этой даты для Швеции в том, что история принятия христианства в Швеции противоречива и запутана. Две разные части Швеции были обращены в христианство в разное время.
В IX—XI веках в Швеции доминировали два племени (племенных союза): гёты (ёты, гауты; швед. götar, göter, древнеисл. gautar) в Гёталанде, в районе шведских озёр (между современным Стокгольмом и Гётеборгом) и свеи (швед. svear, sviar) в Свеаланде, в районе современного Стокгольма и Уппсалы (Уппланд). Если гёты приняли на своей территории проповедников и позволили строить церкви на рубеже IX и X веков, то свеи сопротивлялись христианизации ещё более века.

## Христианство
Первыми шведскими христианскими королями были:
1. О́лаф Шётко́нунг (швед. Olof Skötkonung — 995—1022 годы, стал первым королём и свеев и гётов, объединив их под своей властью. Начал чеканить собственную монету в городе Сигтуна (основан его отцом). Был крещён в 1008 году в Husaby, то ли англо-саксонскими, то ли германскими миссионерами. Также основал в районе 1014 года на землях гётов в Скаре первое в истории Швеции епископство или диоцез (церковно-административная единица) (швед. Skara stift) во главе с первым епископом по имени Thurgot. Не смог ничего поделать с язычеством свеев и был в конце правления выгнан ими в Гёталанд.
2. Его сын Анунд Якоб (Anund Jacob) — 1022—1050 годы,
затем после прерывания этой династии и смуты:
3. Король Стенкиль (швед.  Stenkil) из западного Гёталанда — 1060—1066 годы. Именно он приложил руку к созданию нового епископата в Сигтуне и в 1060-е годы вместе с епископами из Сигтуны — Адальвардом Младшим (Adalvard den Yngre) и из Лунда — Эгино (Egino или Egin) думал сжечь основной языческий храм свеев в Старой Уппсале ради христианизации, но затем остановил планы епископов, боясь восстания свеев.
Все эти короли из-за своего обращения в христианство реально правили лишь Гёталандом, и не могли управлять другой половиной Швеции — Свеаландом, так как народ свеев постоянно выгонял их из своих земель при отказе выполнять основную церемониальную функцию короля: приносить жертвы языческим богам. Аналогичным образом после отказа приносить жертвы был выгнан и христианин Анунд Гардске (Anund Gårdske — Анунд из Гардарики) — претендент на престол, считавшийся наследником шведской династии Рюрика, специально вызванный из Киевской Руси в Уппсалу в 1070 году.
4. Сын Стенкила Инге I Старший — 1080—1084 годы, тоже проводил агрессивную политику христианизации, ратовал за отмену жертвоприношений, за что был выгнан свеями камнями прямо с местного совета (тинга) в 1084 году.
Свеи сразу же выбрали королём его шурина по имени Свен, прозванного Блот-Свен (Blot-Sven) или Свен-Жертвующий — в честь того, что он согласился продолжать жертвоприношения (Блот) языческим богам в Уппсале. Это был последний языческий король Швеции, правивший с 1084 по 1087 год.
В 1087 году Инге I Старший (Инге Стенкильссон; древнеисл. Ingi Steinkelsson;) в результате скрытного рейда из Гёталанда застал врасплох и убил в Уппсале действующего короля избранного народом свеев, своего шурина Блот-Свена и его сына Эрика, жреца храма (они были сожжены в доме-резиденции). Затем он спалил языческий храм в Старой Уппсале и уничтожил места поклонения языческим богам. Инре Старший также основал первый монастырь Швеции — Врета (Vreta kloster).
После этой даты официальной религией государства свеев стало христианство, хотя ещё многие викинги продолжали неофициально поклоняться старым богам.
Христианизация шла неровно, за звание главного епископства конкурировали со стороны гётов епископство в Скаре или диоцез (церковно-административная единица) Скара (швед. Skara stift) и со стороны свеев новое епископство в Уппсале (политический центр страны). В результате главное обще-шведское архиепископство в Уппсале было учреждено только в 1164 году.

### Лютеранство
С ростом мощи Швеции и движения элиты страны к независимости от датчан и от римской католической церкви внимание лидеров обратилось к протестантской религии. В Швеции появились проповедники, вдохновлённые Мартином Лютером, в частности Олаус Петри (лат. Olaus/Olavus Petri, швед. Olof Pettersson Улоф Петтерсон), который в 1524 году был отлучён от католической церкви вместе с своим братом Лаурентиусом Петри Нерициус (лат. Laurentius Petri Nericius, ориг. швед. Lars Petersson från Närke Ларс Петерссон из Нерке) за ересь. Впоследствии первый брат стал королевским канцлером, а второй — архиепископом Швеции (причём первым женатым архиепископом).
В 1523 году королём Швеции был выбран Густав Ваза, который в 1521 году поднял восстание и освободив страну от датского владычества. Молодой король решил реквизировать огромный капитал, накопленный католической церковью. Он оформил это решение на заседании парламента (риксдага) в Вастеросе — денежное имущество церкви секуляризовали — конфисковали в пользу короны, всех священников обязали отдавать часть пожертвований и дохода в пользу короля, король объявлялся главой церкви вместо папы римского. Разрыв с Римом произошёл в 1530 году, когда король сам назначил архиепископа Швеции, не согласовывая его назначение с папой римским. В 1529 были обговорены новые правила деятельности священников и религиозные обряды, Евангелие было переведено на шведский. В ответ на эти реформы и высокие налоги последовали крестьянские восстания 1524—1525, 1527—1528, 1529, 1531—1533 и 1542—1543 годов.
Реформация в Швеции шла тяжело, так как Швеция была первой страной в Скандинавии, сменившей католическую церковь на лютеранскую. Реформация в Дании и Норвегии в 1536—1537 годах прошла гораздо спокойнее, так как шведский пример указал соседям на основные сложности смены государственной религии.
К концу реформы королевский суперинтендант в Швеции мог назначать и смещать духовенство, проводить ревизии всех церковных сообществ, включая епископства. Монашеским общинам в Швеции было запрещено принимать новых послушников. Монахам, которые уже были в монастырях, разрешили остаться, чтобы заботиться об имуществе, или же покинуть обители по желанию. Только некоторые монастыри, например Вадстена (швед. Vadstena kloster), по личному разрешению короля смогли продолжить свою деятельность.
В 1593 году Уппсальский церковный Синод (швед. Uppsala kyrkomöte) из 300 священников, 4 епископов и представителей правительства решил, что все шведы должны быть лютеранами и запретил все остальные религии в Швеции (под угрозой полной конфискации и депортации нарушителей). Швеция стала строго протестантской страной, подчинённой лозунгу: «одна страна, один народ, одна религия». С развитием промышленности, торговли и армии развивался и миссионерский дух шведских протестантов. Стремясь помочь протестантам Европы, Швеция под руководством короля Густава II Адольфа внесла важный вклад в победу в Тридцатилетней войне против католиков. Швеция (как и Дания с Норвегией) участвовала в этой войне с 1629 по 1648 год, постоянно обеспечивая до четверти (75-100 тысяч человек) общей численности войск протестантов, совершенствуя армию и применяя новые методы ведения боя, такие как линейная тактика.

### Современная ситуация

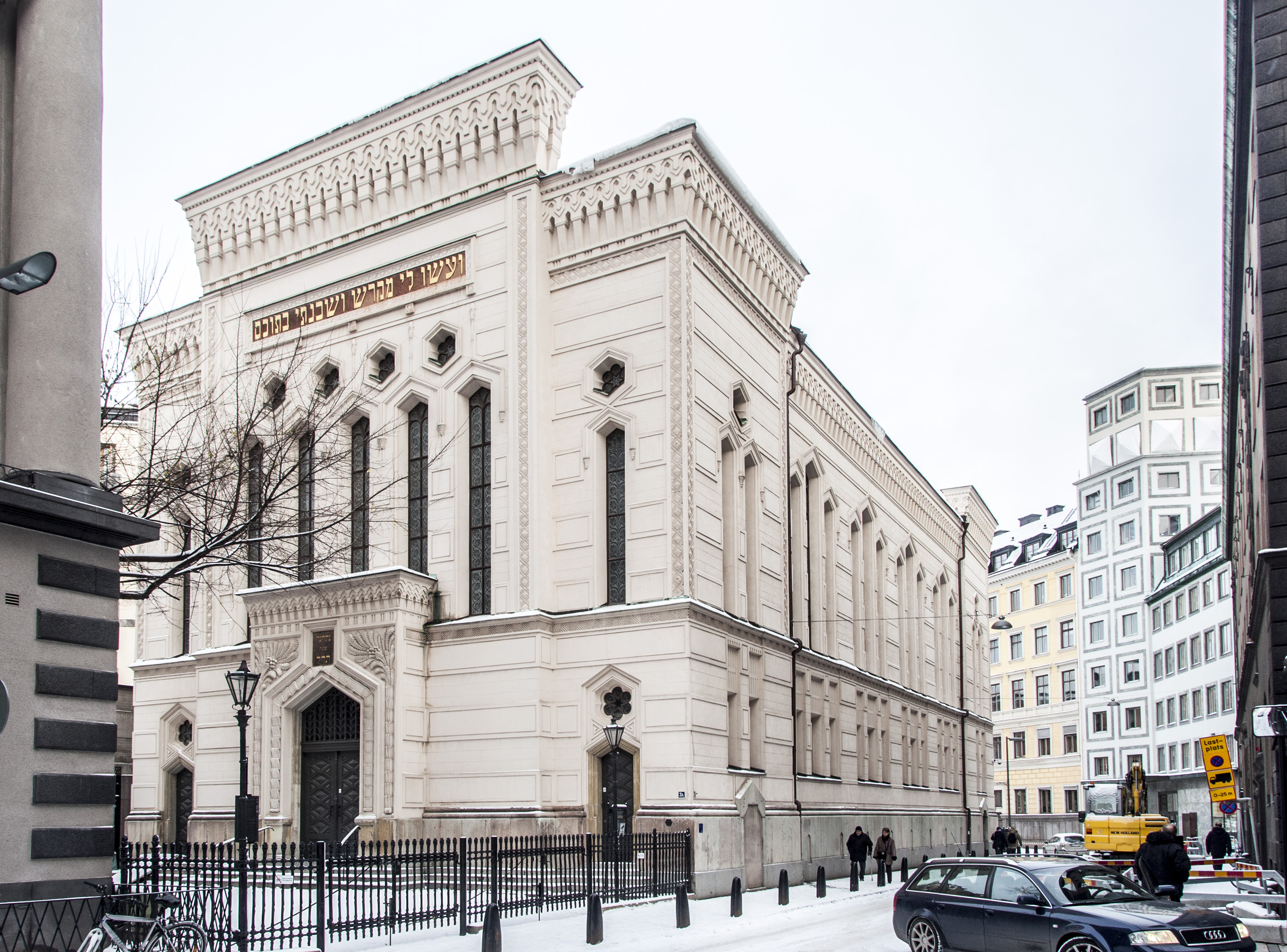
Большая синагога Стокгольма

В соответствии с данными The Economist Newspaper LTD за 2016 год, 67,2 % населения страны являются христианами, 27 % — нерелигиозны, 4,6 % — мусульмане, 0,1 % — иудаисты, 0,2 % — индуисты. По другим исследованиям, до 85 % шведов являются атеистами — это самый высокий уровень атеизма в мире. По результатам более сложного (мультивариантного) опроса Евробарометра от 2005 года, показано, что в Швеции только 23 % шведов верят в Бога, 53 % верят в какой-либо дух или силу жизни, 23 % не верят ни в Бога, ни в какой-либо дух или силу жизни.
К Евангелическо-лютеранской церкви Швеции чисто формально принадлежит большая часть населения страны (согласно статистике налоговой службы таких было 6476900 человек из примерно 9.5 миллионов населения на 2014 год), хотя наблюдается тенденция к снижению официальных членов этой церковной деноминации. Но многие из этих людей даже и не знают, что они состоят в Церкви Швеции.
Вероисповедание жителя Швеции определяется по тому, в какую конфессию платится церковный налог с данного жителя. Выбор конфессии влияет на то, какая конфессия/церковь получит так называемый церковный налог (швед. Kyrkoavgift) размером в 1 % от налогооблагаемого дохода. Дело в том, что многие жители Швеции не знают про этот выбор или не делают его. А по умолчанию, любой житель Швеции, не указавший своё вероисповедание, платит этот церковный налог (вместе с остальными налогами он автоматически вычитается из зарплаты) именно в Церковь Швеции (Шведскую церковь). Чтобы перевести свой налог в другую конфессию, налогоплательщик должен: во-первых, знать о существовании этого налога, и, во-вторых, заявить о своём выборе в налоговой декларации или заявлением о членстве в конкретной религиозной общине (которая сама подаст декларацию со списком прихожан в налоговую службу с требованием перечислить налог данных лиц в свою пользу)..
Так как неверующих этот налог обычно не интересует, то часто они «по умолчанию» остаются «членами» Шведской церкви согласно налоговой статистике. Из-за этого Церковь Швеции часто называют «церковью неверующих» — только 15 % её членов верят в Иисуса Христа. Похожая ситуация в Норвегии — только 36 % верят в Бога, 9 % атеисты, 46 % ни те, ни другие и в Дании — только 2,4 % посещают церковь раз в неделю.
До 2000 года Церковь Швеции или Шведская церковь (швед. Svenska kyrkan), согласно закону о церкви 1951 года считалась государственной и коммунальной организацией, а священники считались гос-служащими (с обязанностью регистрации рождения и брака, организации погребений и ухода за кладбищами) за что получали зарплату именно от государства. Согласно тому же закону, обеспечивалась свобода совести, то есть кто угодно мог выйти из церкви и войти в другую религиозную организацию. Только с 1 января 2000 году Шведская церковь была полностью отделена от государства по закону о Шведской церкви 1998 года швед. Lag om Svenska kyrkan (SFS 1998:1591), что вызвало выход из церкви около 0.5 миллиона прихожан.
Но отношение к церкви, именно как к части государства по инерции осталось у многих. Шведская церковь раньше отвечала и за погребение жителей, за что получала, кроме церковного, ещё и так называемый налог на погребение (размером 0,22 % от налогооблагаемого дохода). После 2000 года Шведская церковь получала налог на погребение только с прихожан Шведской церкви, а с 1 января 2013 для них налог на погребение был отделен от церковного налога.

### Православие
Святого Ансгара, принесшего в Швецию первые семена христианства, почитают как святого неразделённой церкви как православные, так католики и лютеране.
В настоящее время численность православных оценивается в стране в порядке 94 тысяч человек, что составляет около 1 % населения. Значительную часть составляют сербы, греки, румыны, русские. Имеются небольшие общины православных финнов, эстонцев, грузин.

## Ислам
По оценкам 2010 года в Швеции проживают от 250 до 450 тысяч мусульман. Мечети построены во всех крупных городах (около 800 мечетей).
По проведённому опросу, в 2018 году в Швеции проживало около 600 000 мусульман, что составляет, 5-7 % от населения страны.

## Иудаизм
По оценкам на 2010 год в Швеции проживало более 18 тысяч евреев.

## Экуменизм
В 1992 году учреждён Шведский совет свободных церквей (швед. Sveriges frikyrkosamråd), экуменическая христианская ассоциация Швеции, крупнейшим церковью-членом которого является Объединённая церковь в Швеции (швед. Equmeniakyrkan), насчитывающая около 85 000 последователей.